# Antica fiera dei mussi
L'Antica fiera dei mussi ("Antica fiera degli asini"), detta anche fiera di Santa Maria, è un evento oggi folkloristico a cadenza annuale che nel secolo XXI si svolge nel comune di Trebaseleghe (PD) il giorno 7 settembre, a ricordo di una fiera del bestiame iniziatasi nel secolo XIV. 
Nonostante la tradizione voglia la fondazione della fiera nel 1338 per volontà della famiglia Tempesta di Noale e i primi documenti che la attestino sono databili fra il 1313 e il 1316, l'origine potrebbe essere più antica: a testimonianza di ciò, la dicitura dell'edizione raggiunta, 840 (2024), proporrebbe come prima edizione il 1185.

## Storia
La manifestazione è nata per scopi commerciali, ossia mercato, e religiosi, collegati alla festa patronale l'8 settembre in occasione della ricorrenza della natività della beata Vergine, e ha sempre attratto, data la posizione del comune, genti provenienti dai territori circostanti.
Uno studio recente ipotizza che la fiera possa essere legata al passaggio di Sant'Ambrogio, il quale, per recarsi da Milano al Concilio di Aquileia nel settembre del 381, avrebbe percorso un'antica via venetica che passava per il centro del paese, per evitare le strade romane in disfacimento e  frequentate da banditi in cerca di bottino. La coincidenza temporale del mese di settembre con la Fiera di Trebaseleghe (7 settembre) e con l’antica sagra di S. Ambrogio di Grion (terza domenica di settembre) crea un legame, e una probabile origine motivata, tra le due manifestazioni e il passaggio del Santo lungo la strada in esame.
Il diritto allo Stazio della Fiera a favore della Chiesa di Trebaseleghe è attestato fin dall'anno 1158, come riscontrabile nel documento presente in archivio parrocchiale "Exemplum. Anno D.ni 1158, indictione VI, septimo Kal. Madii"
Nel verbale di delibera del Consiglio Comunale del 30 gennaio 1968 avente per oggetto: Esame domanda del Parroco di Trebaseleghe relativa affranco di stazio e relativa decisione, è riportato:. “…. Il diritto allo stazio alla Fiera di Trebaseleghe, a favore della Chiesa risale al 1185 circa, come è dimostrabile da documenti esistenti nell’archivio parrocchiale…..”. 
Al tempo della Repubblica di Venezia la fiera era presieduta di diritto da un cittadino di Noale, eletto annualmente col titolo di Vice-gerente. Costui il 7 settembre era accompagnato in pompa magna a Trebaseleghe dai maggiorenti di Noale e altri cittadini, ove alloggiava per tre giorni nel palazzo, noto al tempo come Paveggion; Se necessario, durante questi tre giorni, vi amministrava la giustizia e teneva corte bandita.
Nel secolo XIX la fiera si svolgeva nei giorni 7-8-9 sul prato che era adiacente alla chiesa parrocchiale e col tempo ha subito un'evoluzione, perdendone il significato di solennità locale, divenendo una manifestazione a carattere commerciale per l'industria agricola e necessità domestiche e infine arrivando ad assumere la classica forma della sagra paesana, con bancarelle, stand gastronomico e luna park, mantenendo pur sempre l'originaria e storica fiera del bestiame, tenuta ogni 7 settembre nel parco comunale del fiume Draganziolo.
Anche se la leggenda vuole fondata nel 1338 per voto del signor Tempesta di Noale, le prime testimonianze scritte risalgono ad atti contabili datati tra il 1313 e il 1316.
Comunque, la fiera di Trebaseleghe, associata alla festa solenne della natività di Maria dell’8 settembre, ha probabilmente origini ancora più antiche.
Già dalle suddette fonti scritte, la nostra fiera iniziava il 7 settembre per concludersi due giorni dopo ed era pressoché un evento rurale, legato all’economia del territorio, quindi agricoltura, allevamento e lavori artigianali correlati.
Nonostante l’ambiente rurale, Trebaseleghe è sempre stata un crocevia tra i territori di Treviso, Venezia, Padova, Castelfranco e più in là Bassano, Trento, fino ad arrivare, come tutta la pianura al di sotto delle Alpi, a mettere in comunicazione i territori germanici e del nord Europa con il resto dell’Italia.
Alla luce di ciò, non è strano che alla Fiera si incontrassero sì allevatori, agricoltori e artigiani dei territori più prossimi a Trebaseleghe, ma anche mercanti e produttori dalle zone prima citate.
La Fiera rappresentava l’apice dell’anno produttivo e momento centrale per la società di Trebaseleghe, così come per tanti altri paesi del territorio veneto. Pertanto, il comune di Treviso, da cui Trebaseleghe era amministrata, aveva previsto leggi, regolamenti e normative apposite per garantire la tranquillità e regolare svolgimento della fiera in tutti i suoi aspetti.
Tra le altre cose, l’evento doveva essere pubblicamente annunciato nelle piazze diversi giorni prima della data d’inizio, da banditori a servizio del Comune. Altre norme garantivano la sicurezza dei mercanti e delle loro merci, normavano pesi e misure in base alle leggi trevigiane e vigilavano sul rispetto delle più elementari regole di igiene pubblica.
All’inizio la fiera veniva organizzata nel prato di proprietà in parte della Famiglia Tiretta e in parte del Seminario di Treviso, dove la parrocchia di Trebaseleghe godeva del diritto allo stazio, il quale veniva dato in affitto o concesso in appalto al miglior offerente. Tale appaltatore costruiva le baracche per i vari mercanti e percepiva gli affitti secondo un calmiere dei prezzi aggiornato di anno in anno.
Ma la fiera di Trebaseleghe non era solo luogo di commercio, scambio, compro e vendo: ora come allora la fiera era anche motivo di incontro, di gioco, di festa e di socialità collettiva. Non si stipulavano solo contratti commerciali ma anche matrimoni e accordi di tal genere, approfittando della presenza in fiera di notai e contabili.
A causa di diatribe politiche tra i Tempesta di Noale e gli Scaligeri di Treviso, entrambi desiderosi di approfittare il più possibile della rendita fiscale che derivava dalla Fiera di Trebaseleghe, la manifestazione fu spostata nel territorio di Noale nell’anno 1337, ma, l’8 settembre 1339 l’allora potestà di Treviso Marin Faliero, proclamò per quei giorni la fiera di S. Maria e la manifestazione venne ristabilita a Trebaseleghe, dove da sempre si era celebrata.
Intanto il territorio di Treviso (comprese Trebaseleghe e Noale) passava sotto il dominio della Serenissima repubblica di Venezia, che ancor di più garantiva le norme sopra citate per il corretto svolgimento della Fiera.